# Palazzina Azzurra
La Palazzina Azzurra è un edificio storico che si trova nel viale Bruno Buozzi e Viale Olindo Pasqualetti di San Benedetto del Tronto, poco distante dal torrente Albula. Realizzata fra il 1930 e il 1934 in stile razionalista, è uno dei luoghi più simbolici della città.

## Storia

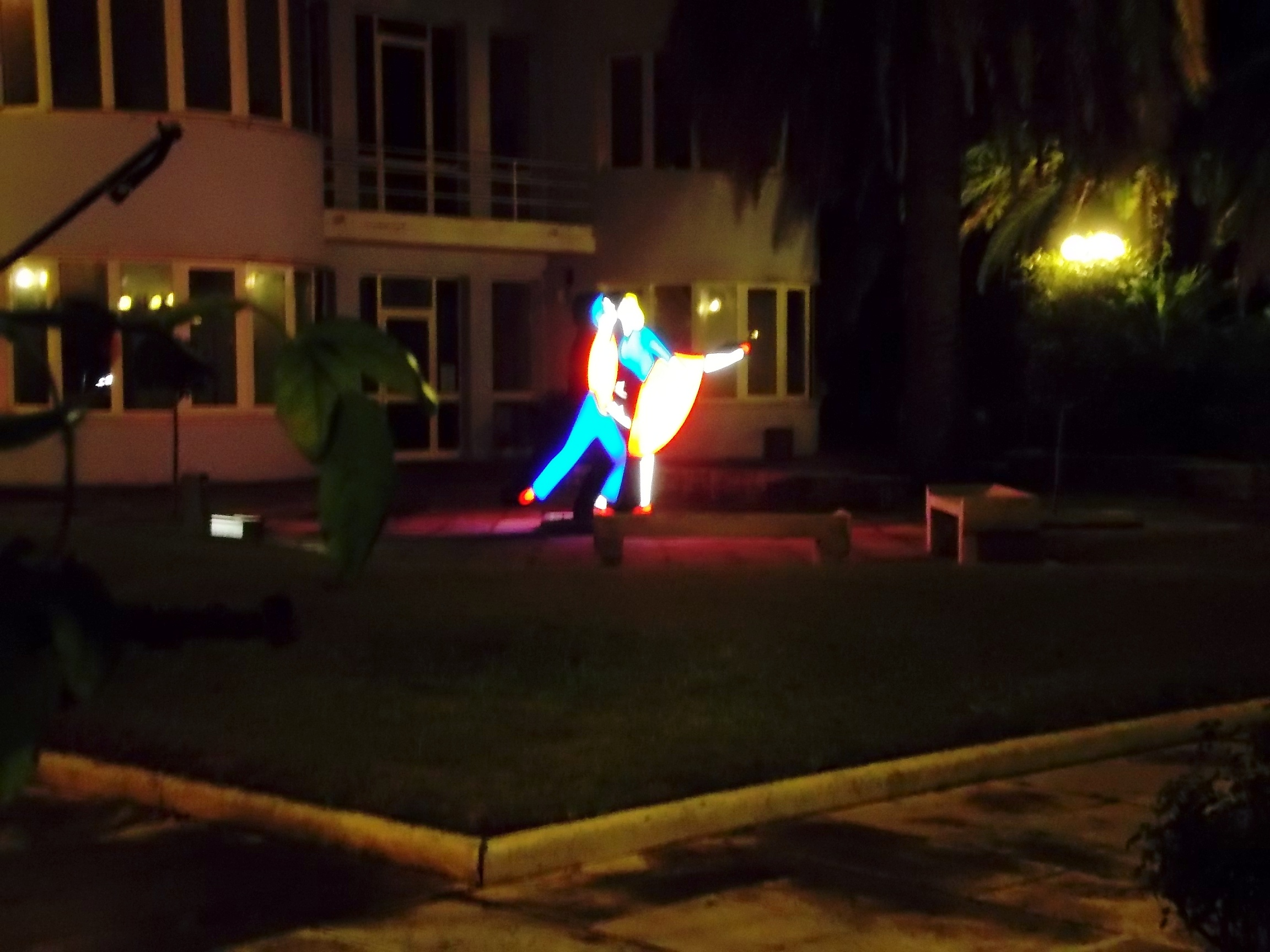
Vale & Tino scultura in neon colorato posizionata all'interno del cortile della Palazzina Azzurra

Il complesso della Palazzina Azzurra nasce dal progetto di Luigi Onorati, ingegnere capo del Comune di San Benedetto del Tronto. Commissionata dall'Azienda Autonoma di Cura, Soggiorno e Turismo, per "migliorare le proprie attrezzature ricettive e creare un luogo di ritrovo e divertimento" la Palazzina Azzurra fu inaugurata il 1º settembre 1934.
In stile prettamente razionalista, fu costruita a fianco dei due campi da tennis e del Circolo Forestieri. L'edificio a due piani, dipinto di azzurro, ospitava al piano terra il bar, salotti, docce e servizi per signori e signore; al primo piano, al quale vi si accedeva e tuttora vi sia accede tramite una scalinata, erano dislocati la sala lettura, due salotti, uno spogliatoio ed un fumoir. I salotti, dalle pareti semicircolari e vetrate, consentivano di avere una visuale ottimale sul panorama della pineta nuova e sui campi sportivi. L'edificio, pur non avendo un valore monumentale, ha avuto nella storia recente di San Benedetto un grande valore significativo per l'immagine turistica.
La seconda guerra mondiale sottopose la città a pesanti bombardamenti che ne condizionarono ogni attività: ma nel dopoguerra divenne uno dei più ricercati luoghi di ritrovo serale e sala da ballo del paese fino agli anni ottanta. Dopo un periodo di decadenza, il restauro intrapreso dal Comune di San Benedetto (20 luglio 1996), restituiva alla cittadinanza la struttura nell'accezione più autentica, con spazi destinati alla promozione e alla diffusione dell'arte, con sale destinate all'esposizione, uffici e servizi, il tutto completato da parco. Nel suo cortile è ospitata Vale & Tino, eccezionale scultura in neon colorato di Marco Lodola.

## Luogo di mondanità
Negli anni del boom economico, il locale ospitò spettacoli degli artisti nazionali e internazionali più in voga fra i quali: Mike Bongiorno, Adriano Celentano, Sergio Endrigo, Claudio Villa e Mina. La Palazzina, dopo alcuni anni di oblio, torna a vedere la luce e fanno il loro ritorno i grandi ospiti: Fred Bongusto, Peppino di Capri, Patty Pravo, Caterina Caselli, Charles Aznavour, Al Bano, Ornella Vanoni, Pamela Prati, Raffaella Carrà, Anna Ranalli e negli anni più recenti si sono esibiti la Premiata Forneria Marconi e Jovanotti.

## Mostre
Nel corso egli ultimi decenni, la palazzina azzurra è divenuto luogo di mostre di artisti nazionali e internazionali. Ogni anno vengono allestite mostre di vario genere.